# Роменские походы
Роменские походы — три удачных похода русских войск на Ромен (Ромны) во время Смоленской войны.
Начиная с 1620-х годов воевод Путивля беспокоила промысловая и поселенческая активность казаков в приграничных районах Речи Посполитой и Русского царства. Путивльские ратные люди неоднократно очищали приграничье в верховьях Сулы, однако относительная удалённость Путивля сводила на нет все усилия.
После начала Смоленской войны в декабре 1632 году русская рать, посланная путивльскими воеводами Андреем Литвиновым-Мосальским и Игнатием Уваровым, а также рыльским воеводой Василием Ромодановским, выступила к Ромену, являвшемуся значимым опорным пунктом польско-казацкой колонизации Южной Северщины. В бое под Роменом русское войско во главе с путивльским головой Леонтием Литвиновым одержала верх над ратью урядника Кшиштофа Сеножацкого. После этого был сожжён Большой острог Роменской крепости и осаждён «городок на осыпи» (Роменский детинец). После некоторого времени пал и он. Были сожжены окрестные слободы, захвачены пленные, семь знамён и артиллерия.
После ухода русских войск в Ромене формировались вооружённые отряды для ответного похода. Весной 1633 года отряд под руководством Кшиштофа Сеножацкого выступил на Белгород, предприняв его первую осаду. Ответный поход состоялся в декабре 1633 года, когда русский отряд под руководством воеводы Баима Болтина снова захватил Ромен и сжёг сотни дворов.
В 1634 году из Путивля к Ромену был послан разведывательный отряд Михаила Коренева. От языков были получены известия, что в Ромнах стоял немногочисленный гарнизон, а запорожские казаки отсутствовали вовсе. Выступивший из Путивля отряд под руководством Ивана Черепова с ходу взял Ромен и повторно сжёг его. В плен попала жена Кшиштофа Сеножацкого Федорка, а его брат Манфер был убит. Позднее жена Сеножацкого была обменяна на семью Ивана Колтовского.